# Tulsa King
Tulsa King ist eine US-amerikanische Fernsehserie von Taylor Sheridan für den Streaming-Dienst Paramount+ mit Terence Winter als Showrunner und Sylvester Stallone in der Hauptrolle des Mafiosos Dwight Manfredi.
Die Veröffentlichung der Serie erfolgte am 13. November 2022 bei Paramount+. Am 1. Dezember 2022 wurde die Serie um eine zweite Staffel verlängert.

## Handlung
Der New Yorker Mafioso Dwight Manfredi, Spitzname „General“, hat gerade eine 25-jährige Haftstrafe für den Invernizzi-Clan abgesessen. Doch statt seine Loyalität gebührend zu honorieren, versetzt ihn der Boss nach seiner Entlassung ins 2000 Kilometer entfernte Tulsa im US-Bundesstaat Oklahoma, angeblich um dort eine Filiale aufzubauen. Dwight muss zähneknirschend erkennen, dass sich die Zeiten geändert haben und in seiner Mafia-Familie kein Platz mehr für ihn ist. Im provinziellen Tulsa beginnt der Großstadt-Gangster alter Schule umgehend mit der Errichtung seines eigenen kriminellen Imperiums, indem er eine Truppe ungewöhnlicher Typen anheuert.

## Besetzung
| Rolle                         | Schauspieler         | Deutscher Synchronsprecher | Beschreibung                                                                                                 |
| ----------------------------- | -------------------- | -------------------------- | --- |
| Dwight „Der General“ Manfredi | Sylvester Stallone   | Jürgen Prochnow            | ein New Yorker Mafioso mit neuen Ambitionen in Tulsa, Oklahoma                                               |
| Armand Truisi                 | Max Casella          | Thomas Schmuckert          | ein ehrgeiziger Krimineller, der unter der Schirmherrschaft der Familie Invernizzi operiert                  |
| Charles „Chickie“ Invernizzi  | Domenick Lombardozzi | Michael Iwannek            | Underboss und de facto Kopf der Invernizzi-Familie                                                           |
| Vince Antonacci               | Vincent Piazza       | Christoph Banken           | Chickies Handlanger                                                                                          |
| Tyson                         | Jay Will             | Sascha Werginz             | ein ehemaliger Taxifahrer und College-Abbrecher, der sich nach einem Leben weit weg von seinen Wurzeln sehnt |
| Pete „The Rock“ Invernizzi    | Alan C. Peterson     | Axel Lutter                | Chickies kranker Vater und Boss der Invernizzi-Familie                                                       |
| Stacy Beale                   | Andrea Savage        | Melanie Pukaß              | eine ATF-Agentin, die sich mit lokalen Milizbewegungen befasst                                               |
| Lawrence „Bodhi“ Geigerman    | Martin Starr         | Rainer Fritzsche           | Besitzer eines amtlich zugelassenen Ladens für Cannabis-Produkte                                             |
| Mitch Keller                  | Garrett Hedlund      | Paul Matzke                | ein ehemaliger Bullenreiter, der aufgrund von Verletzungen vorzeitig in den Ruhestand ging                   |
| Margaret Devereaux            | Dana Delany          | Elisabeth Günther          | eine wohlhabende und einflussreiche Reiterin sowie Treuhänderin der Annie Oakley Society                     |

## Episodenliste

### Staffel 1 (2022/23)
| Nr. (ges.) | Nr. (St.) | Deutscher Titel            | Originaltitel          | Erstveröffentlichung USA | Deutschsprachige Erstveröffentlichung (D/A/CH) | Regie          | Drehbuch                          |
| ---------- | --------- | -------------------------- | ---------------------- | ------------------------ | ---------------------------------------------- | -------------- | --------------------------------- |
| 1          | 1         | Nach Westen, alter Mann    | Go West, Old Man       | 13. Nov. 2022            | 19. März 2023                                  | Allen Coulter  | Taylor Sheridan & Terence Winter  |
| 2          | 2         | Mittelpunkt des Universums | Center of the Universe | 20. Nov. 2022            | 19. März 2023                                  | Allen Coulter  | Terence Winter & Joseph Riccobene |
| 3          | 3         | Willkür                    | Caprice                | 27. Nov. 2022            | 26. März 2023                                  | Ben Richardson | Regina Corrado                    |
| 4          | 4         | Besuchszeiten              | Visitation Place       | 4. Dez. 2022             | 2. Apr. 2023                                   | Ben Semanoff   | Dave Flebotte                     |
| 5          | 5         | Token Joe                  | Token Joe              | 11. Dez. 2022            | 9. Apr. 2023                                   | Ben Semanoff   | Joseph Riccobene                  |
| 6          | 6         | Stallgeruch                | Stable                 | 18. Dez. 2022            | 16. Apr. 2023                                  | Guy Ferland    | Dave Flebotte                     |
| 7          | 7         | Warr Acres                 | Warr Acres             | 25. Dez. 2022            | 23. Apr. 2023                                  | Guy Ferland    | Terence Winter & Joseph Riccobene |
| 8          | 8         | Die Ruhe vor der Schlacht  | Adobe Walls            | 1. Jan. 2023             | 30. Apr. 2023                                  | Lodge Kerrigan | Terence Winter & Tom Sierchio     |
| 9          | 9         | „Mach’s gut“               | Happy Trails           | 8. Jan. 2023             | 7. Mai 2023                                    | Lodge Kerrigan | Terence Winter                    |

### Staffel 2 (2024)
| Nr. (ges.) | Nr. (St.) | Deutscher Titel         | Originaltitel        | Erstveröffentlichung USA | Deutschsprachige Erstveröffentlichung (D/A/CH) | Regie          | Drehbuch                                           |
| ---------- | --------- | ----------------------- | -------------------- | ------------------------ | ---------------------------------------------- | -------------- | -------------------------------------------------- |
| 10         | 1         | Zurück im Sattel        | Back in the Saddle   | 15. Sep. 2024            | 15. Sep. 2024                                  | Craig Zisk     | Taylor Elmore, Terence Winter & Sylvester Stallone |
| 11         | 2         | Kansas City Blues       | Kansas City Blues    | 22. Sep. 2024            | 22. Sep. 2024                                  | Craig Zisk     | Stephen Scaia and Terence Winter                   |
| 12         | 3         | Oklahoma gegen Manfredi | Oklahoma v. Manfredi | 29. Sep. 2024            | 29. Sep. 2024                                  | Craig Zisk     | Terence Winter & Joseph Riccobene                  |
| 13         | 4         | Helden und Schurken     | Heroes and Villains  | 6. Okt. 2024             | 6. Okt. 2024                                   | Joshua Marston | Terence Winter & Dave Flebotte                     |
| 14         | 5         | Kampf gegen Windmühlen  | Tilting at Windmills | 13. Okt. 2024            | 13. Okt. 2024                                  | David Semel    | William Schmidt                                    |
| 15         | 6         | Navigator               | Navigator            | 20. Okt. 2024            | 20. Okt. 2024                                  | David Semel    | Terence Winter                                     |
| 16         | 7         | Lebenserhaltung         | Life Support         | 27. Okt. 2024            | 27. Okt. 2024                                  | Kevin Dowling  | Dave Flebott                                       |
| 17         | 8         | Unter neuer Leitung     | Under New Management | 3. Nov. 2024             | 3. Nov. 2024                                   | Kevin Dowling  | William Schmidt & Terence Winter                   |
| 18         | 9         | Triade                  | Triad                | 10. Nov. 2024            | 10. Nov. 2024                                  | Craig Zisk     | Joseph Riccobene                                   |
| 19         | 10        | Der Neuaufbau           | Reconstruction       | 17. Nov. 2024            | 17. Nov. 2024                                  | Craig Zisk     | Terence Winter & Sylvester Stallone                |

## Produktion
Im Dezember 2021 wurde bekannt, dass eine Serie mit Sylvester Stallone als Mafioso unter dem Arbeitstitel Kansas City, später Kansas City King, in Planung sei. Serien-Schöpfer Taylor Sheridan gab später in einem Interview mit dem Branchenblatt Variety an, er habe das Pilot-Skript binnen zwei Tagen geschrieben und es an Stallone gesandt. Dieser habe bereits am nächsten Tag zugesagt und beide seien wenige Tage später mit dem Konzept an Paramount herangetreten.
Im März 2022 wurden Max Casella, Domenick Lombardozzi, Vincent Piazza und Jay Will als Teil der Besetzung bekannt gegeben. Die Beteiligung der Schauspieler A.C. Peterson, Andrea Savage, Martin Starr, Garrett Hedlund und Dana Delany wurde in den darauffolgenden Wochen publik.
Produziert wird die Serie von MTV Entertainment Studios und 101 Studios. Die Dreharbeiten begannen am 29. März 2022 in Tulsa.
Am 18. Mai wurde die Veröffentlichung der ersten beiden Episoden bei Paramount+ für den 13. November 2022 angekündigt. Am 15. Juni folgte die Veröffentlichung eines ersten Teaser-Trailers.

## Kritiken
Im Züricher Tages-Anzeiger schrieb Pascal Blum, dass Dwight Manfredi „weder Rocky noch Rambo“ sei. Der Mafioso habe zwar „einen Kampfwillen wie der berühmte Boxer“, und er greife „zu brutalen Mitteln, wenn er angegriffen wird“, doch „verbissen muskulös“ wirke nichts an dieser Serie, „die Kriminalität geschieht hier eher beschwingt“. Aus dem Mafioso, den es nervt, „dass so viele Dinge laufend neu definiert werden“, höre man „den Menschen Sylvester Stallone heraus“.
In der Zeitschrift epd Film urteilte Kai Mihm, dass Sylvester Stallone „der entscheidende Grund“ sei, „sich ‚Tulsa King‘ anzuschauen“. Im Alter von 76 Jahren sei „seine raumgreifende Präsenz ausgeprägter denn je“. Doch der „Kontrast von Dwights lässiger Urbanität und der verschlafenen Provinzialität“ bleibe „praktisch ungenutzt“, während „forcierte Gags über Gendern und andere politische Korrektheiten“ weniger „die Gestrigkeit Dwights“, sondern eher „den Konservatismus der Autoren“ widerzuspiegeln schienen. Trotzdem bereite es Vergnügen, „Sylvester Stallone in dieser Altersrolle zuzuschauen“.